# Fivelandia 13
Fivelandia 13 è una raccolta di sigle di programmi per bambini in onda sulle reti Fininvest pubblicata nel 1995. Questa è l'ultima raccolta ad avere in copertina i pupazzi Uan e Four.

## Tracce
1. Sailor Moon, la luna splende (Alessandra Valeri Manera/Carmelo Carucci) - 3:08
2. Mimì e la nazionale di pallavolo (A. Valeri Manera/V. Chiaravalle) - 3:49
3. Chiudi gli occhi e sogna (A. Valeri Manera/Silvio Amato) - 4:20
4. VR Troopers (A. Valeri Manera/V. Chiaravalle)  - 3:54
5. Mostri o non mostri... tutti a scuola (A. Valeri Manera/S. Amato) - 2:45
6. Cadillacs e Dinosauri (A. Valeri Manera/Vince Tempera) - 3:30
7. Che campioni Holly e Benji!!! (A. Valeri Manera/S. Amato) - 3:14
8. Mimì e la nazionale di pallavolo (versione dance) (A. Valeri Manera/V. Chiaravalle)  - 3:35
9. Brividi e polvere con Pelleossa (A. Valeri Manera/C. Carucci) - 3:08
10. Universi paralleli per Bucky O'Hare (A. Valeri Manera/V. Chiaravalle)  - 3:29
11. L'incantevole Creamy (A. Valeri Manera/G. B. Martelli) - 2:43
12. Re Artù e i Cavalieri della Tavola Rotonda (A. Valeri Manera/C. Carucci) - 3:10
13. I segreti dell'isola misteriosa (A. Valeri Manera/S. Amato) - 2:44
14. Due draghi per una cintura nera (A. Valeri Manera/C. Carucci) - 3:22
15. Gemelli nel segno del destino (A. Valeri Manera/C. Carucci) - 3:11
16. Occhi di gatto (versione dance) (A. Valeri Manera/C. Carucci) - 3:10

## Interpreti e cori
- Cristina D'Avena (N. 1-2-3-7-8-9-11-13-15-16)
- Cristina D'Avena con la partecipazione di Pietro Ubaldi (N. 5)
- Marco Destro (N. 4-6-10-12-14)
- i Piccoli Cantori di Milano diretti da Laura Marcora, Marco Gallo, Moreno Ferrara